# Domosclerus giganteus
Domosclerus giganteus är en mossdjursart som först beskrevs av Harmer 1957.  Domosclerus giganteus ingår i släktet Domosclerus och familjen Bifaxariidae. Inga underarter finns listade i Catalogue of Life.